# À Court

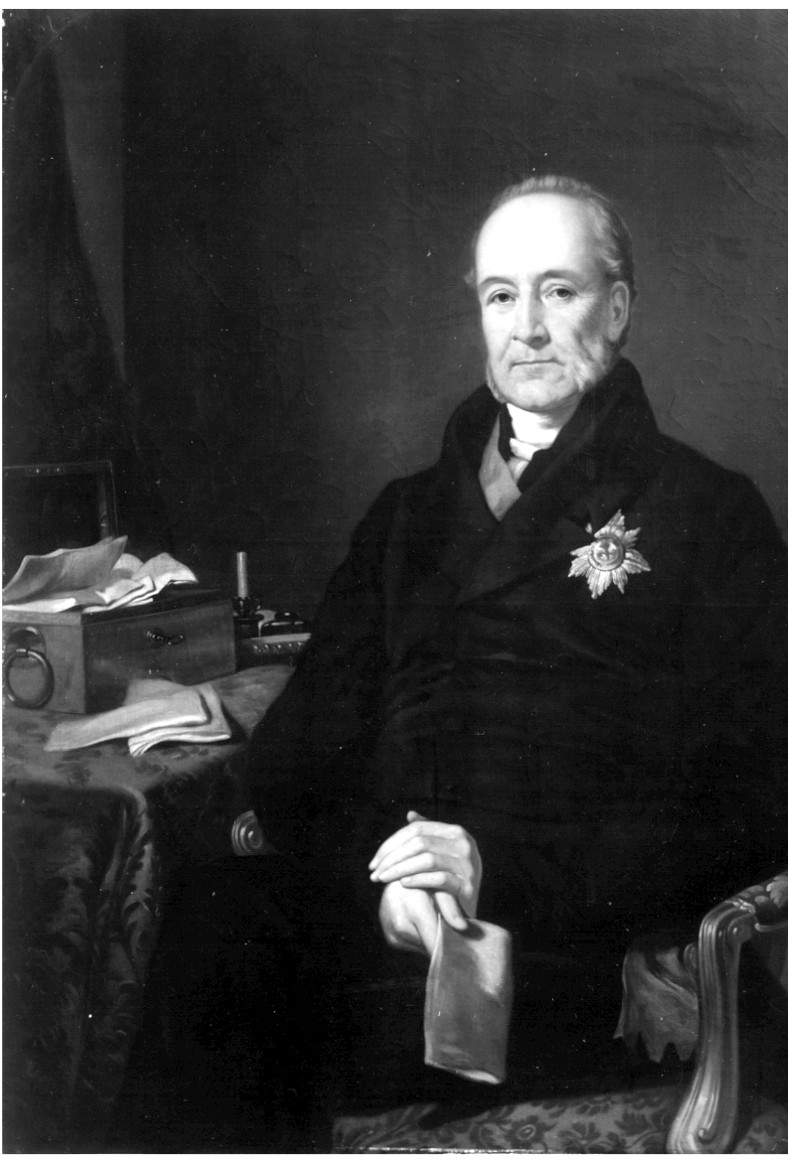
Der konservative Politiker und Diplomat Sir William à Court (1779–1860) wurde 1828 zum Baron Heytesbury erhoben.

Die Familie à Court (auch A’Court [ˈeɪkɔrt]) ist eine Gentry-Familie aus dem Südwesten Englands, die seit dem 18. Jahrhundert zur britischen Oberschicht zählte und der mehrere einflussreiche Politiker, Offiziere und Unternehmer entstammen.
Die Familie war vermutlich normannischer Herkunft und lebte im 17. Jahrhundert in Frome und Rodden im Osten von Somerset. Überregionale Bedeutung erlangte sie jedoch erst Anfang des 18. Jahrhunderts im benachbarten Wiltshire: 1705 heiratete Pierce à Court, der ein Gut in Ivy Church besaß, Elizabeth Ashe aus der reichen Wollhändlerfamilie Ashe. Ihre Kinder erbten nach Aussterben der Ashes in männlicher Linie deren Vermögen und das Heytesbury Estate, das von nun an zum Sitz der Familie wurde. Der Geburtsname der Mutter „Ashe“ wurde von den Kindern zur Signalisierung des Erbes als Mittelname weiterverwendet. Angefangen mit dem Vater Pierce à Court wurden zahlreiche Familienangehörige Mitglieder des Parlaments und repräsentierten Heytesbury, später auch andere Wahlkreise, im House of Commons.
Neben der politischen Tätigkeit dienten viele Familienmitglieder in der britischen Armee oder machten im Staatsdienst Karriere. William Pierce Ashe à Court – ebenfalls Mitglied des Parlaments und Offizier – wurde 1795 zum Baronet ernannt und stieg damit in den niederen Adel auf. Seine Söhne teilten die Familie in zwei Zweige auf:
Der erstgeborene, William, wurde ein erfolgreicher Diplomat und Staatsmann und schließlich 1828 als Baron Heytesbury zum Peer ernannt. Sein Sohn wiederum heiratete eine entfernte Nachkommin des berühmten Admirals Robert Holmes, die als Erbin ihrer Familie das Holmes-Anwesen auf der Isle of Wight in die Ehe einbrachte. Der Familienname änderte sich nun in „Holmes à Court“.
Die zweite Linie „à Court-Repington“ entstand, als der zweite Sohn des Baronets 1837 zum Erbe seines Cousins Charles Edward Repington wurde. Unter der Bedingung, den Namen Repington anzunehmen, erbte er das Anwesen Amington Hall bei Tamworth in Staffordshire. Da er kinderlos starb, fielen Name und Anwesen an den dritten Bruder, der die Linie fortführte. Bedeutsam ist dessen Enkel, der Kriegsberichterstatter Charles à Court Repington.
Von einer Schwester der drei Brüder ging des Weiteren in weiblicher Abstammung die kurzlebige Linie „à Court Beadon“ aus.
Mitglieder der Familie wanderten später nach Kanada, ins südliche Afrika und nach Australien aus. Zu nennen ist hier besonders Robert Holmes à Court, der als Unternehmer Karriere machte und zum ersten Milliardär Australiens wurde.

## Stammliste
Dargestellt werden nur wichtige Personen, nicht sämtliche Familienmitglieder.
1. John à Court ⚭ Mary Pierce
  1. Pierce à Court (1677–1724/25),[4] MP für Heytesbury  1713–1715 und  1722–1724/25, ⚭ 1705 Elizabeth Ashe
    1. Pierce Ashe à Court (1706/07–1768),[5] MP für Heytesbury 1734–1768, ⚭ 1762 Janet Brown
    2. William Ashe à Court (1708–1781),[6] General der British Army, MP für Heytesbury 1751–1781, ⚭ 1746/47 Annabella Vernon
      1. Sir William Pierce Ashe à Court, 1. Baronet (1747–1817),[7], Colonel der British Army, MP für Heytesbury 1781–1790 und 1806–1807, ⚭ 1) 1769 Catherine Bradford, ⚭ 2) 1777 Laetitia Wyndham, Tochter von Henry Wyndham
        1. Laetitia à Court (1778–1810) ⚭ 1809 William Eliot
        2. William à Court, 1. Baron Heytesbury (1779–1860),[8], MP für Dorchester 1812–1814, Botschafter in mehreren europäischen Staaten, Lord Lieutenant of Ireland 1844–1846, ⚭ 1808 Maria Rebecca Bouverie, Enkelin des 1. Earl of Radnor
          1. William Henry Ashe à Court-Holmes, 2. Baron Heytesbury (1809–1891), MP für die Isle of Wight 1837–1847, ⚭ 1833 Elizabeth Worsley-Holmes, Tochter von Sir Leonard Worsley-Holmes
            1. William Leonard Holmes à Court (1835–1885),  Deputy Lieutenant für die Isle of Wight und Magistrat für Wiltshire, ⚭ 1861 Isabella Sophia à Court Beadon (siehe unten)
              1. William Frederick Holmes à Court, 3. Baron Heytesbury (1862–1903) ⚭ 1887 Margaret Anna Harman
                1. Margaret Elinor Holmes à Court (1888–1957) ⚭ 1907 Henry Edward FitzHerbert

              2. Leonard Holmes à Court, 4. Baron Heytesbury (1863–1949), ⚭ 1896 Sybil Mary Morris
                1. William Leonard Frank Holmes à Court, 5. Baron Heytesbury (1906–1971) ⚭ 1926 Beryl Bredin Crawford
                  1. Francis William Holmes à Court, 6. Baron Heytesbury (1931–2004) ⚭ 1962 Alison Jean Balfour
                    1. James William Holmes à Court, 7. Baron Heytesbury (* 1967)

              3. Herbert Edward Holmes à Court (1869–1934), Vice-Admiral der Royal Navy
              4. Alfred Holmes à Court (1870–1941), JP in Dorset, ⚭ 1900 Constance Isabel Newton
                1. Bridget Holmes à Court (1901–1990), Chief Commander im Auxiliary Territorial Service

              5. Henry Worsley Holmes à Court (1871–1924) ⚭ 1901 Evelyn Spencer Woolley
                1. Peter Worsley Holmes à Court (1912–1966), wanderte nach Rhodesien aus, ⚭ 1.) 1936  Ethnee Celia Cumming, ⚭ 2.) 1951 Hilda Rose Hunt
                  1. Robert Holmes à Court (1937–1990), wanderte nach Australien aus, ⚭ 1966 Janet Lee Ranford
                    1. Peter Holmes à Court (* 1968)

            2. Frederick Holmes à Court (1839–1917/19), wanderte nach Australien aus
            3. Elizabeth Holmes à Court (1840–1902), ⚭ Edward Wilkes Wand JP, wanderte nach Kanada aus
            4. Henry Holmes à Court (1841–1885), Captain der Royal Navy
            5. Emily Holmes à Court (1842–1868), ⚭ Edward Donough O’Brien
            6. Charles George Holmes à Court (1843–1924), wanderte nach Australien aus
              1. Alan Worsley Holmes à Court (1887–1957),[9] Arzt, ⚭ 1913 Eileen Rouse

            7. Edward Alexander Holmes à Court (1845–1923) ⚭ 1880 Adelaide Sophie Hamersley
            8. Arthur Wyndham Holmes à Court (1848–1915), Surveyor of Public Works auf Antigua, ⚭ 1873 Annie Hardtman Berkeley

          2. Cecilia Maria à Court (1811–1889), ⚭ 1845 Robert Daly, Sohn des 1. Baron Dunsandle

        3. Annabella à Court (1781–1866) ⚭ Richard Beadon, Sohn von Bischof Richard Beadon
          1. Reverend Richard à Court Beadon (1809–1890) ⚭ 1834 Isabella White
            1. Isabella Sophia à Court Beadon (1836–1908) ⚭ 1861 William Leonard Holmes à Court (siehe oben)

          2. William Frederick Beadon (1808–1862) ⚭ Jessie Maria Ward Cockburn, Tochter von James Pattison Cockburn
          3. Reverend Hyde Wyndham Beadon (1812–1891) ⚭ 1) 1840 Frances Isabella Ponsonby, Tochter von William Ponsonby, ⚭ 2) Caroline Pleydell Bouverie, Tochter von Phillip Pleydell Bouverie und Maria à Court (siehe unten)
          4. Sir Cecil Beadon (1816–1880), ⚭ 1) 1837 Harriet Sneyd, ⚭ 2) Agnes Sterndale

        4. Maria à Court (1782–1862), ⚭ 1811 Hon. Philip Pleydell-Bouverie
        5. Edward Henry à Court Repington (1783–1855),[10], Vice-Admiral der Royal Navy, MP für Heytesbury 1820–1832 und Tamworth 1837–1847
        6. Charles Ashe à Court-Repington (1785–1861),[11] General der British Army, MP für Heytesbury 1820, ⚭ 1815 Mary Elizabeth Catherine Gibbs, Tochter von Abraham Gibbs
          1. Elizabeth à Court (1822–1911) ⚭ 1846 Sidney Herbert, 1. Baron Herbert of Lea
          2. Charles Henry Wyndham à Court-Repington (1819–1903), MP für Wilton 1852–1855, ⚭ 1854 Emily Currie
            1. Charles à Court Repington (1858–1925), Lieutenant-Colonel der British Army, Kriegsberichterstatter, ⚭ 1) 1882 Melloney Catherine Scobell (geschieden), ⚭ 2) Mary Isabella Garstin, geborene North, Exfrau von William Edmund Garstin